# Bárion exótico
Bárions exóticos são partículas compostas hipotéticas as quais são estados ligados de 3 quarks e partículas elementares adicionais. Isto é contrastante com os bárions ordinários, os quais são estados ligados de apenas 3 quarks. As partículas adicionais podem incluir quarks, antiquarks ou glúons.